# Luckenkogel
Le Luckenkogel est une montagne qui s’élève à 3 100 m d’altitude dans les Hohe Tauern, en Autriche.